# SISDE
SISDE (izvirno italijansko Servizio per le Informazioni e la Sicurezza Democratica; izvirna kratica: S.I.S.De.) je bila glavna italijanska civilna varnostno-obveščevalna služba, ki je obstajala med letoma 1977 in 2007.
Služba je bila odgovorna za obrambo države in njenih institucij, pri čemer je dejavnost koordinirala z vojaško obveščevalno-varnostno službo SISMI; ni pa raziskovala dejanj organiziranega kriminala.
Njeno dejavnost je z reformo italijanskega varnostno-obveščevalnega sistema 1. avgusta 2007 prevzela novoustanovljena Agenzia Informazioni e Sicurezza Interna (AISI).

## Zgodovina
SISDE je bila ustanovljena leta 1977, istočasno kot vojaška obveščevalno-varnostna služba SISMI, z zakonom 801/1977 in je bila administrativno podrejena Ministrstvu za notranje zadeve Republike Slovenije; minister je skrbel za delovanje službe kot tudi je imenoval direktorja službe. 
V smislu obveščevalne dejavnosti pa je bila služba podrejena Izvršnemu komiteju za obveščevalno dejavnost in varnost (CESIS), ki je koordinirala in usklajevala dejavnost obeh služb (SISDE in SISMI). 

## Direktorji S.I.S.De.
- 1977 - 1981: Giulio Grassini
- 1981 - 1984: Emanuele De Francesco
- 1984 - 1987: Vincenzo Parisi
- 1987 - 1991: Riccardo Malpica
- 1991 - 1992: Alessandro Voci
- 1992 - 1993: Angelo Finocchiaro
- 1993 - 1994: Domenico Salazar
- 1994 - 1996: Gaetano Marino
- 1996 - 2001: Vittorio Stelo
- 2001 - 15. december 2006: Mario Mori
- 16. december 2006 - 1. avgust 2007: Franco Gabrielli